# 陳明宗
陳明宗（越南语：／，1300年—1357年）是越南陳朝第五代皇帝，1314年至1329年在位。名陳奣（越南语：／），《元史》作陳日爌。陳明宗是陳朝太平盛世的最後一位皇帝，他任命了一些優秀的士人執掌朝政。
在禪位給兒子陳憲宗之後，陳明宗被尊為太上皇，執掌朝政。1341年憲宗逝世，裕宗繼位。明宗繼續執政，直至1357年逝世。陳明宗是陳朝歷史上執政時間最長的太上皇，共執政29年。他的逝世標誌著139年太平盛世的結束，陳朝衰弱時期開始。

## 背景和英宗統治時期
陳明宗出生於1300年，是英宗的第四子，也是英宗與昭慈皇后陳氏（陳平仲之女）的獨子。根據《大越史記全書》的記載，陳明宗出生於陰曆8月21日，而這一天正是抗元名將陳國峻逝世的第二天。英宗的其他兒子都英年早逝，英宗不得不將他的唯一嗣子託付給陳日燏，希望陳日燏能夠好好照顧明宗，不使皇統斷絕。
1312年，陳英宗御駕親征占城。年僅12歲的明宗由陳日燏、陳國璓輔佐，以太子身份監國。兩年之後，陳英宗禪位給他。明宗尊英宗為太上皇。

## 即位為王
根據歷史學者的觀點，陳明宗有統治國家的才能，但卻沒有發展國家建設的長遠目標。儘管明宗有這些缺點，但他任用了像范五老、段汝諧、莫挺之、朱文安之類的賢人，使國家依舊得到了發展。史書中提到，明宗在位時最大的過失是殺死了自己的岳父、先朝的名將陳國瑱。
與父親不同的是，陳明宗擁有眾多的兒子。次子陳旺是明慈皇太妃黎氏所生，為明宗寵愛。因陳旺不是正后憲慈宣聖皇后陳氏所生，導致了嫡庶之爭。陳國瑱支持自己的女兒，士人陳克終則支持黎氏。兩人互相詆毀，最終陳克終獲得了勝利，陳旺被立為太子。明宗將陳國瑱投入監獄。1328年，陳國瑱餓死在監獄裡。
在外交問題上，陳明宗繼承了英宗的政策，繼續與元朝保持良好的關係，而加緊對占婆的侵略。1318年，陳明宗遣陳國瑱、范五老入侵占城。占軍起初勝利，擊斃越將李必見；但後來占軍慘敗，占王制能出奔爪哇。
1325年元朝宁远知州添插言：安南士官押那攻掠其本末诸寨。1326年安南将阮叩侵元朝思州路。
1329年，陳明宗禪位給兒子陳旺，是為陳憲宗。憲宗尊他為太上皇。

## 禪位之後
新皇陳憲宗當時年僅10歲，因此由太上皇陳明宗執掌朝政。憲宗在位期間，陳朝著名文臣武將，諸如范五老（死於1320年）、陳國瑱（死於1328年）、陳日燏（死於1330年）都逝世了。陳朝缺乏人才，因此在多次軍事衝突中為哀牢和占城所敗。1335年，明宗以太上皇的身份親征哀牢。但越軍再次被打敗，重臣段汝諧也於此役中陣亡，尽管如此，陈明宗仍然炫耀战功，在接近哀牢国境的山上磨岩刻《摩崖纪功文》。此後陳朝出現了越來越多無能、腐敗的官員，陳朝走向衰弱。
1341年，憲宗逝世，無嗣。明宗將自己的第十子陳暭立為皇帝，是為陳裕宗。明宗則繼續以太上皇身份執掌朝政。1357年，明宗逝世。諡號章堯文哲皇帝。

## 評價
《大越史記全書》：「帝文明飾治，敷賁前功，忠厚存心，貽謀燕翼，内寧外撫，紀綱畢張。惜其不辨克終之奸，致國瑱之死，而為聰明之累也。」

## 家庭

### 妻妾
- 俪圣皇后陈氏，陈裕宗生母，惠武大王陈国瑱长女，后追尊宪慈宣圣皇太后
- 英姿元妃黎氏，宪慈皇后同母异父妹，追封明慈皇太妃，陈艺宗・陈宪宗生母
- 妃黎氏，追封惇慈皇太妃，陳睿宗生母

### 子女
- 长子陈元昱 1336年前生-1364年，有一養子楊日禮（明朝認為是親生子），楊日禮1369年即位為帝，但不久被廢，由三叔父陳藝宗接位。
- 次子陳憲宗 1319年-1341年
- 三子陳藝宗 1321年-1394年
- 陈元晫 1319年-1370年，生有一子，被杨日礼一起杀害。
- 陈元煦
- 陈元石
- 陈善泽
- 十子陳裕宗 1336年-1369年
- 十一子陳睿宗 1337年-1377年
- 女天宁公主陈玉瑳，嫁正肃王陈堪，后封谅国太长公主，改名陈国馨
- 女月山公主
- 女徽宁公主，嫁胡季犛